# 顧曾烜
顧曾烜（?—?），江蘇省通州直隸州人，清朝政治人物、同進士出身。
光緒九年（1883年），参加癸未科殿試，登進士三甲101名。同年五月，著交吏部掣签分发各省，以知县即用。